# Botanophila gemmata
Botanophila gemmata är en tvåvingeart som först beskrevs av Zetterstedt 1860.  Botanophila gemmata ingår i släktet Botanophila och familjen blomsterflugor. Arten är reproducerande i Sverige. Inga underarter finns listade i Catalogue of Life.